# George Allan Hancock
Pour les articles homonymes, voir Hancock.
George Allan Hancock, né le 26 juillet 1875 à San Francisco et mort le 31 mai 1965 à Santa Maria, est un homme d'affaires américain. Il est le propriétaire de la Rancho La Brea Oil Company, une compagnie pétrolière californienne. Il a hérité de Rancho La Brea, y compris des fosses de goudron de La Brea, dont il a fait don au comté de Los Angeles. Riche, il devient philanthrope et finance la recherche scientifique ainsi que l'aéronautique, notamment en créant le Allan Hancock College (en) destiné à la formation des pilotes. Il finance également l'expédition du Southern Cross et la première traversée du Pacifique par avion.

## Biographie

### Jeunesse
George Allan Hancock naît le 26 juillet 1875 à San Francisco, en Californie. Il est le fils du major Henry Hancock et d'Ida Haraszthy Hancock (Ida Hancock Ross). Son grand-père maternel est le comte Agoston Haraszthy, le « père de la viticulture californienne ». Il reçoit sa première éducation dans plusieurs écoles primaires et puis à l'académie militaire Brewer de San Mateo. Il la fréquente de 1888 à 1889. En 1890, il s'inscrit comme élève à la Belmont School de Belmont. Il a huit ans lorsque son père meurt en 1884. Il continue à gérer et à exploiter le ranch familial de La Brea jusqu'à l'âge de 26 ans.

### Agriculture
Il commence très vite à s'intéresser à l'agriculture et cultive de grandes surfaces sur les terrains du ranch pour finalement aboutir à 5 000 acres (20 km2). Il est un pionnier de l'irrigation en testant des techniques innovantes. Il devient propriétaire d'une ligne ferroviaire, qu'il étend et qui lui permet de relier Santa Maria à Guadalupe et ainsi approvisionner ses différentes usines.

### Fortune grâce au pétrole
En parallèle, les premières découvertes de pétrole sont faites en Californie. Rancho La Brea est l'une des localités où l'on trouve du pétrole. En 1900, Ida Hancock accorde un bail de 20 ans à la Salt Lake Oil Company pour 4 km2 de Rancho La Brea. George Allan Hancock abandonne alors ses activités agricoles pour se consacrer à la production de pétrole. En 1907, après avoir passé trois ans à étudier cette industrie, il demande à sa mère de lui accorder un capital suffisant pour creuser un puits sur une partie de la propriété qui n'a pas encore été louée à des exploitants pétroliers. Avec l'aide de William Orcutt (en), il fore 71 puits près de la maison du ranch familial. Chaque puits produit du pétrole et la Rancho La Brea Oil Company est née. Les finances de la famille s'améliorent grandement avec le début du pompage du pétrole. Les puits produisent des millions de barils par an, ce qui permet à la famille de devenir très riche. Grâce à cette richesse, George est en mesure de poursuivre une myriade d'intérêts, dont notamment l'agriculture, et commence ainsi une vie de philanthropie.

### Vie civique et philanthropie
Il a été membre du Bohemian Club, du California Club, du Los Angeles Athletic Club, du Gamut Club, des Uplifters, des Chevaliers de Colomb et de plusieurs clubs nautiques. Il vote républicain et est catholique.

#### Automobile
Il est la deuxième personne à Los Angeles à acheter une voiture et est membre fondateur de la banche sud californienne de l'association américaine des automobilistes.

#### Aviation
En 1927 est fondé le Hancock Field (en) à Santa Maria, un terrain d'aviation et une école consacré à l'aviation et la formation de pilotes. Durant la Seconde Guerre mondiale, plus de 8 400 étudiants seront formés au Allan Hancock College (en). L'aéroport sera fermé en 1959.
En 1928, après une rencontre avec Charles Ulm et Charles Kingsford Smith, il finance leur expédition aérienne,. Il achète le Southern Cross et permet à l'équipage de traverser pour la première fois de l'histoire l'océan Pacifique en avion,.

#### Musique
George Allan Hancock s'intéresse également à la musique et joue du violoncelle dans l'orchestre symphonique de Los Angeles. Il possède un violoncelle d'exception fabriqué en 1772 par Nicolò Gagliano (en). Il est trésorier de la Los Angeles Symphony Association de 1914 à 1916 et président de 1917 à 1919.

#### Nautisme
Passionné par les yachts, il conçoit ses propres yachts et est le propre capitaine, s'occupant de la navigation. Il devient capitaine après avoir passé des examens à San Francisco, d'où le titre de capitaine qui lui est souvent accordé.

#### Sciences

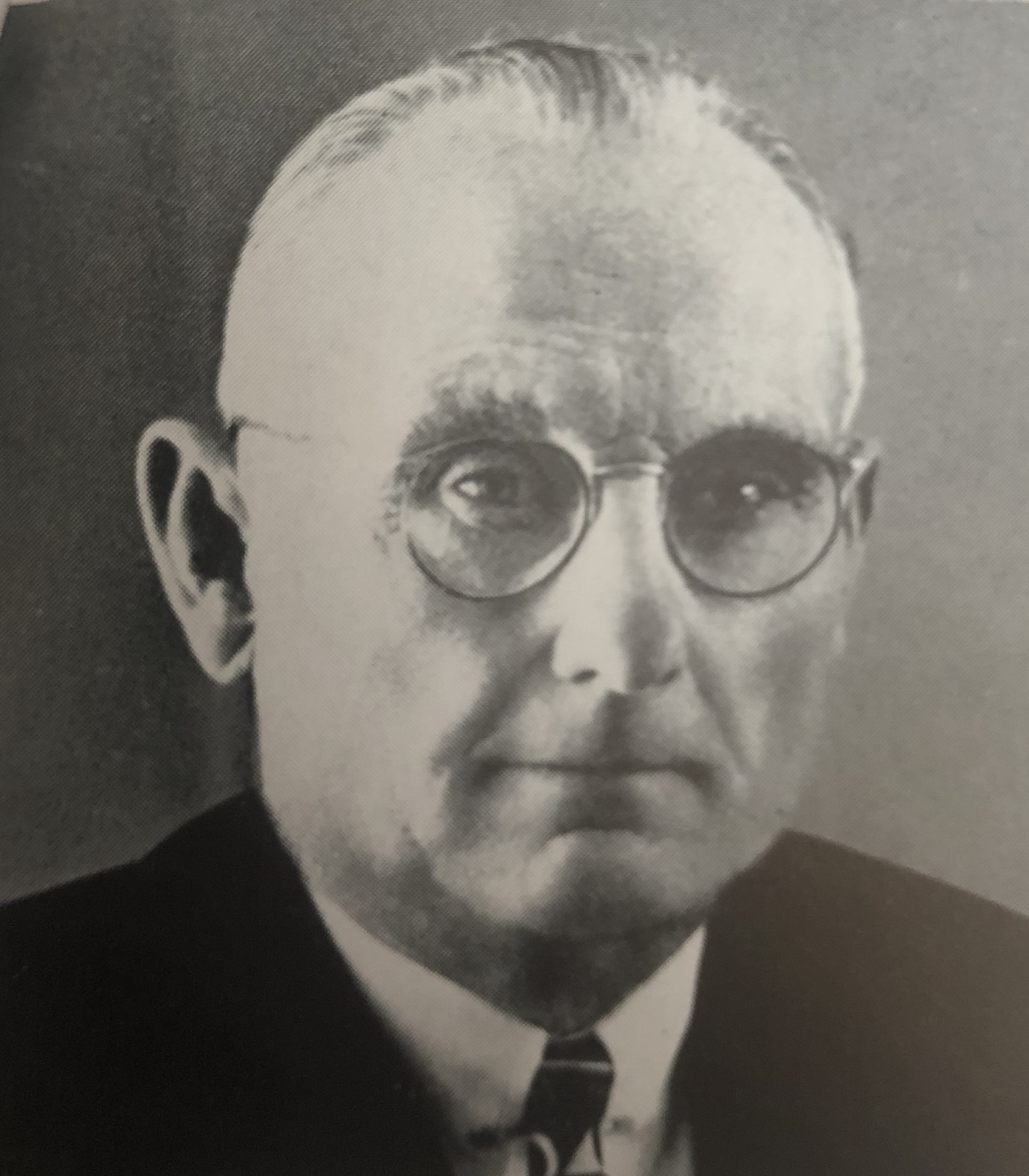
Photographie de George Allan Hancock dans l'annuaire de l'USC en 1950.

Il s'intéresse à la science et accepte que des recherches archéologiques soient faites sur ses terrains, notamment dans les fosses de goudron de La Brea. Les spécimens animaliers préhistoriques retrouvés sont offerts au musée d'histoire naturelle du comté de Los Angeles et sont exposés dans la salle Hancock.
Il fait don de sept millions de dollars à l'Université de Californie du Sud et fonde la Allan Hancock Foundation (qui deviendra plus tard le Hancock Institute for Marine Studies) à l'U.S.C.
En 1931, il a fait construire le navire à moteur Velero III avec l'intention, d'utiliser le navire à la fois pour les affaires et la recherche,. Le navire est utilisé pour la recherche et l'exploration océanographiques privées, faisant des voyages aux îles Galápagos, avant d'être donné à l'Université de Californie du Sud et plus tard acheté pour la guerre par la Marine américaine le 15 décembre 1941, et mis en service sous le nom de USS Chalcedony,.

### Décès
Hancock décède le 31 mai 1965 d'une crise cardiaque à Santa Maria, en Californie,. Ses legs permettent de poursuivre son soutien de longue date à de nombreuses causes,.

## Vie privée
Il épouse Genevieve Deane Mullen (12 février 1879 - 28 novembre 1936) à Los Angeles le 27 novembre 1901. Ils ont deux enfants : Bertram Hancock (1er novembre 1902 - 29 juin 1925) et Rosemary Genevieve Hancock (9 octobre 1904 - 27 décembre 1977).